# Grand Prix de Wallonie 2014
La 55e édition du Grand Prix de Wallonie a eu lieu le 17 septembre 2014. La course fait partie du calendrier UCI Europe Tour 2014 en catégorie 1.1. Elle est remportée par Greg Van Avermaet (BMC Racing) qui parcourt les 198,2 kilomètres en 4 h 47 min 17 s, soit à une vitesse moyenne de 41,395 km/h. Il est suivi à deux secondes par Tony Gallopin (Lotto-Belisol) et par Jan Bakelants (Omega Pharma-Quick Step).

## Présentation

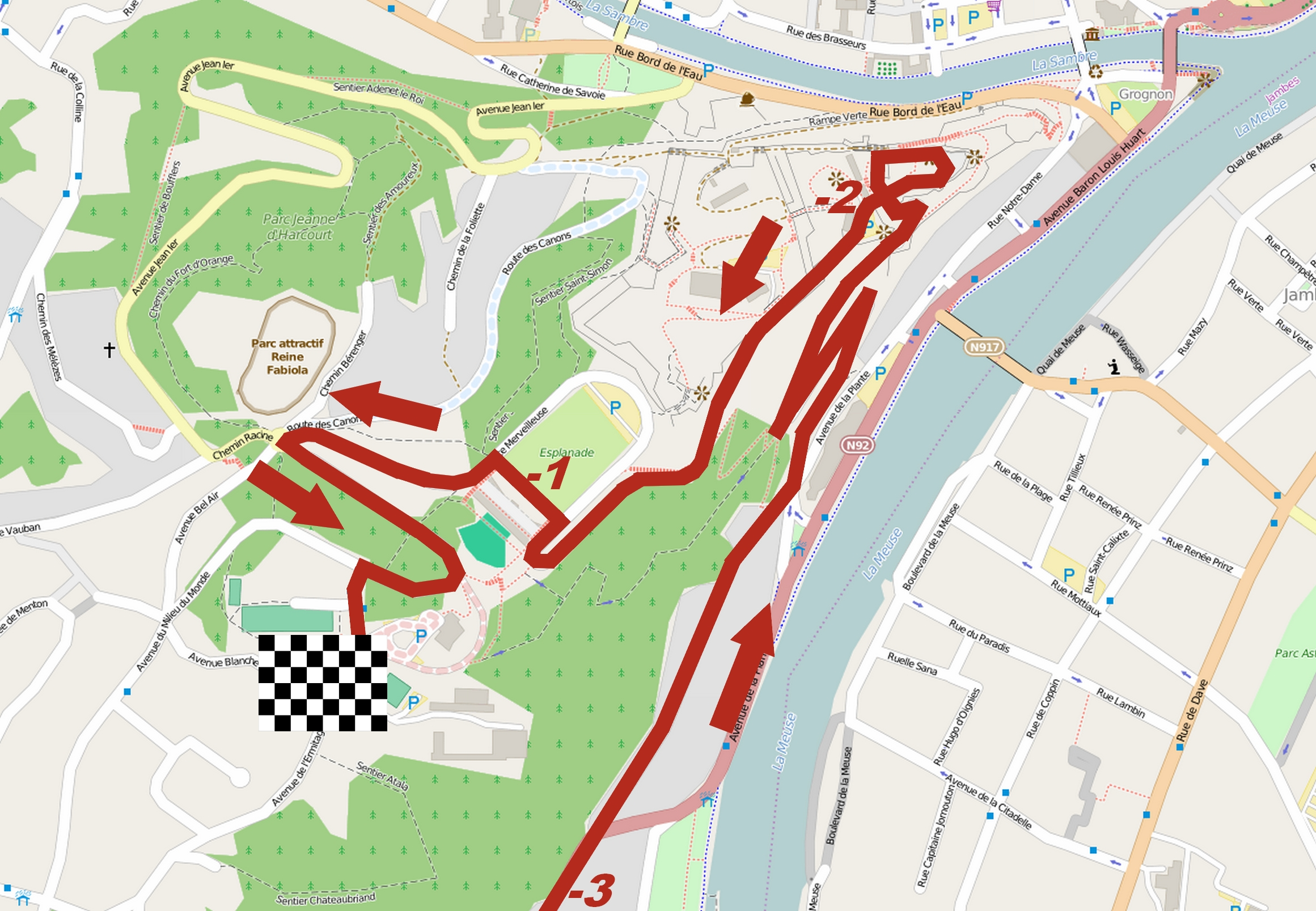
Les trois derniers kilomètres.

### Organisation
Depuis 2003, le Grand Prix de Wallonie est organisé par TRW'Organisation, organisateur du Tour de la Région wallonne (devenu depuis le Tour de Wallonie). Ce changement de propriétaire est l'occasion d'une modification du parcours de la course et de sa date : elle a lieu en septembre depuis 2003, et non plus en mai,.

### Parcours
Le départ fictif est donné à 11 h 55 à Chaudfontaine. Le départ réel est donné sur le territoire de Trooz 2,3 kilomètres plus loin. Les coureurs traversent ensuite Gomzée-Andoumont, Louveigné, Deigné, Sécheval, Sougné-Rémouchamps, Han, Sedoz, Targon, Stoumont, La Gleize, Coo, Trois-Ponts, Stoumont, Werbomont, Ferrières, Filot, Hamoir, Tohogne, Ocquier, Bonsin, Méan, Maffe, Verlée, Havelange, Sorée, Florée, Assesse, Spontin, Dorinne, Purnode, Falaën, Ermetton-sous-Biert, Bioul, Annevoie-Rouillon, Godinne, Lustin, Wépion, et atteint le territoire de Namur, pour une arrivée à sommet de la citadelle.
Le parcours est long de 198,2 kilomètres.

### Équipes
Classé en catégorie 1.1 de l'UCI Europe Tour, le Grand Prix de Wallonie est par conséquent ouvert aux UCI ProTeams dans la limite de 50 % des équipes participantes, aux équipes continentales professionnelles, aux équipes continentales et aux équipes nationales.
Dix-huit équipes participent à ce Grand Prix de Wallonie - sept équipes UCI ProTeams, quatre équipes continentales professionnelles, six équipes continentales et une équipe nationale :
| UCI ProTeams            | UCI ProTeams | UCI ProTeams |
| Nom de l'équipe         | Pays         | Code         |
| ----------------------- | ------------ | ------------ |
| AG2R La Mondiale        | France       | ALM          |
| BMC Racing              | États-Unis   | BMC          |
| FDJ.fr                  | France       | FDJ          |
| Lotto-Belisol           | Belgique     | LTB          |
| Omega Pharma-Quick Step | Belgique     | OPQ          |
| Tinkoff-Saxo            | Russie       | TCS          |
| Trek Factory Racing     | États-Unis   | TFR          |

| Équipe nationale                     | Équipe nationale | Équipe nationale |
| Nom de l'équipe                      | Pays             | Code             |
| ------------------------------------ | ---------------- | ---------------- |
| Équipe nationale de Belgique espoirs | Belgique         | BNT              |

| Équipes continentales professionnelles | Équipes continentales professionnelles | Équipes continentales professionnelles |
| Nom de l'équipe                        | Pays                                   | Code                                   |
| -------------------------------------- | -------------------------------------- | -------------------------------------- |
| Bretagne-Séché Environnement           | France                                 | BSE                                    |
| Cofidis                                | France                                 | COF                                    |
| Topsport Vlaanderen-Baloise            | Belgique                               | TSV                                    |
| Wanty-Groupe Gobert                    | Belgique                               | WGG                                    |

| Équipes continentales          | Équipes continentales | Équipes continentales |
| Nom de l'équipe                | Pays                  | Code                  |
| ------------------------------ | --------------------- | --------------------- |
| Color Code-Biowanze            | Belgique              | CCB                   |
| Roubaix Lille Métropole        | France                | RLM                   |
| T.Palm-Pôle Continental Wallon | Belgique              | PCW                   |
| Veranclassic-Doltcini          | Belgique              | VER                   |
| Verandas Willems               | Belgique              | WIL                   |
| Wallonie-Bruxelles             | Belgique              | WBC                   |

L'équipe Etixx faisait partie des engagés, mais elle était absente le jour de la course.

### Règlement de la course

#### Primes
Les vingt prix sont attribués suivant le barème de l'UCI,. Le total général des prix distribués est de 14 477 €.
| Position | 1er     | 2e      | 3e      | 4e    | 5e    | 6e    | 7e    | 8e    | 9e    | 10e à 20e |
| Prix     | 5 785 € | 2 895 € | 1 445 € | 715 € | 580 € | 433 € | 433 € | 287 € | 287 € | 147 €     |

## Classements

### Classement général

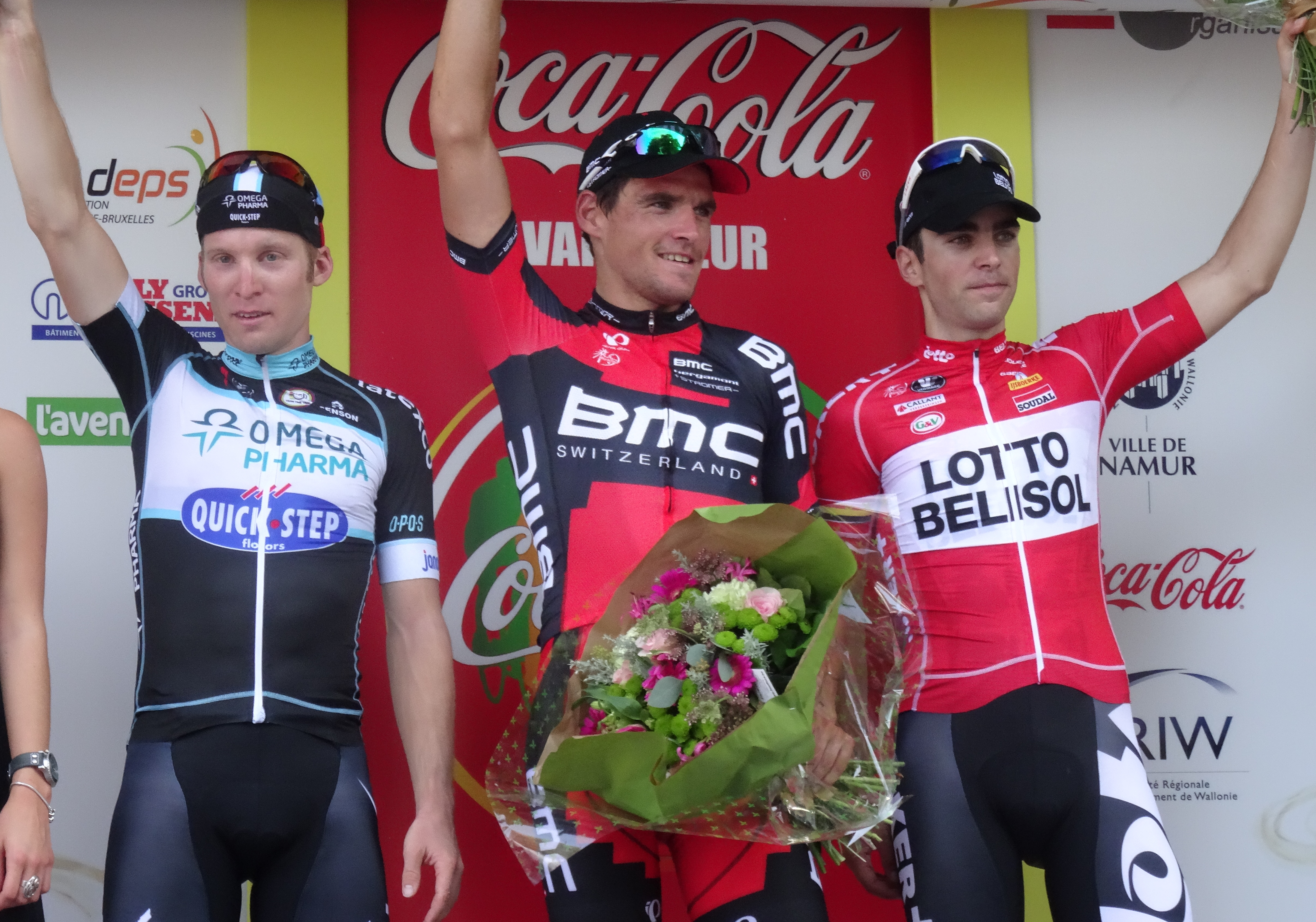
Jan Bakelants (3e), Greg Van Avermaet (1er) et Tony Gallopin (2e).

Greg Van Avermaet (BMC Racing) remporte la course en parcourant les 198,2 kilomètres en 4 h 47 min 17 s, soit à une vitesse moyenne de 41,395 km/h. Il est suivi à deux secondes par Tony Gallopin (Lotto-Belisol) et par Jan Bakelants (Omega Pharma-Quick Step). Quinze coureurs arrivent hors délais.
| Classement général | Classement général | Classement général | Classement général      | Classement général |
|                    | Coureur            | Pays               | Équipe                  | Temps              |
| ------------------ | ------------------ | ------------------ | ----------------------- | ------------------ |
| 1er                | Greg Van Avermaet  | Belgique           | BMC Racing              | en 4 h 47 min 17 s |
| 2e                 | Tony Gallopin      | France             | Lotto-Belisol           | 2 s                |
| 3e                 | Jan Bakelants      | Belgique           | Omega Pharma-Quick Step | 2 s                |
| 4e                 | Jelle Vanendert    | Belgique           | Lotto-Belisol           | 4 s                |
| 5e                 | Rory Sutherland    | Australie          | Tinkoff-Saxo            | 6 s                |
| 6e                 | Dylan Teuns        | Belgique           | BMC Racing              | 6 s                |
| 7e                 | Julien Simon       | France             | Cofidis                 | 6 s                |
| 8e                 | Fränk Schleck      | Luxembourg         | Trek Factory Racing     | 6 s                |
| 9e                 | Thibaut Pinot      | France             | FDJ.fr                  | 8 s                |
| 10e                | Gaëtan Bille       | Belgique           | Verandas Willems        | 9 s                |
| modifier           |                    |                    |                         |                    |

### UCI Europe Tour
Ce Grand Prix de Wallonie attribue des points pour l'UCI Europe Tour 2014, par équipes seulement aux coureurs des équipes continentales professionnelles et continentales, individuellement à tous les coureurs sauf ceux faisant partie d'une équipe ayant un label ProTeam.
| Position           | 1er | 2e | 3e | 4e | 5e | 6e | 7e | 8e | 9e | 10e | 11e | 12e |
| Classement général | 80  | 56 | 32 | 24 | 20 | 16 | 12 | 8  | 7  | 6   | 5   | 3   |

## Liste des participants
- Liste de départ complète

| Légende | Légende                                                                    | Légende | Légende                                                    |
| ------- | -------------------------------------------------------------------------- | ------- | ---------------------------------------------------------- |
| Num     | Dossard de départ porté par le coureur sur ce Grand Prix de Wallonie       | Pos     | Position à l'arrivée de la course                          |
|         | Indique un maillot de champion national ou mondial, suivi de sa spécialité | NP      | Indique un coureur qui n'a pas pris le départ de la course |
| AB      | Indique un coureur qui n'a pas terminé la course                           | HD      | Indique un coureur qui a terminé la course hors des délais |

| Omega Pharma-Quick Step OPQ | Omega Pharma-Quick Step OPQ    | Omega Pharma-Quick Step OPQ |
| --------------------------- | ------------------------------ | --------------------------- |
| Num                         | Coureur                        | Pos                         |
| 1                           | Jan Bakelants (BEL)            | 3e                          |
| 2                           | Gianluca Brambilla (ITA)       | 14e                         |
| 3                           | Thomas De Gendt (BEL)          | AB                          |
| 4                           | Kevin De Weert (BEL)           | 69e                         |
| 5                           | Andrew Fenn (GBR)              | HD                          |
| 6                           | Iljo Keisse (BEL)              | AB                          |
| 7                           | Zdeněk Štybar (CZE) (Route)    | 53e                         |
| 8                           | Petr Vakoč (CZE)               | NP                          |
| 9                           | Guillaume Van Keirsbulck (BEL) | AB                          |
| 10                          | Stijn Vandenbergh (BEL)        | AB                          |

| AG2R La Mondiale ALM | AG2R La Mondiale ALM     | AG2R La Mondiale ALM |
| -------------------- | ------------------------ | -------------------- |
| Num                  | Coureur                  | Pos                  |
| 11                   | Romain Bardet (FRA)      | 67e                  |
| 12                   | Gediminas Bagdonas (LTU) | HD                   |
| 13                   | François Bidard (FRA)    | 65e                  |
| 14                   | Mikaël Cherel (FRA)      | 37e                  |
| 15                   | Maxime Daniel (FRA)      | AB                   |
| 16                   | Julien Bérard (FRA)      | 63e                  |
| 17                   | Julian Kern (GER)        | 64e                  |
| 18                   | Samuel Dumoulin (FRA)    | AB                   |
| 19                   |                          |                      |
| 20                   |                          |                      |

| BMC Racing BMC | BMC Racing BMC          | BMC Racing BMC |
| -------------- | ----------------------- | -------------- |
| Num            | Coureur                 | Pos            |
| 21             | Steve Morabito (SUI)    | 13e            |
| 22             | Yannick Eijssen (BEL)   | AB             |
| 23             |                         |                |
| 24             | Greg Van Avermaet (BEL) | 1er            |
| 25             | Rick Zabel (GER)        | 82e            |
| 26             | Luke Davison (AUS)      | HD             |
| 27             | Loïc Vliegen (BEL)      | 24e            |
| 28             | Dylan Teuns (BEL)       | 6e             |
| 29             |                         |                |
| 30             |                         |                |

| FDJ.fr FDJ | FDJ.fr FDJ                     | FDJ.fr FDJ |
| ---------- | ------------------------------ | ---------- |
| Num        | Coureur                        | Pos        |
| 31         | David Boucher (FRA)            | AB         |
| 32         | Sébastien Chavanel (FRA)       | AB         |
| 33         | Mickaël Delage (FRA)           | AB         |
| 34         | Alexandre Geniez (FRA)         | AB         |
| 35         | Olivier Le Gac (FRA)           | 35e        |
| 36         | Pierre-Henri Lecuisinier (FRA) | 19e        |
| 37         | Thibaut Pinot (FRA)            | 9e         |
| 38         | Lorrenzo Manzin (FRA)          | AB         |
| 39         | Guillaume Martin (FRA)         | 97e        |
| 40         | Marc Sarreau (FRA)             | 95e        |

| Lotto-Belisol LTB | Lotto-Belisol LTB      | Lotto-Belisol LTB |
| ----------------- | ---------------------- | ----------------- |
| Num               | Coureur                | Pos               |
| 41                | Tiesj Benoot (BEL)     | 17e               |
| 42                | Sean De Bie (BEL)      | 61e               |
| 43                | Tony Gallopin (FRA)    | 2e                |
| 44                | Xandro Meurisse (BEL)  | 79e               |
| 45                | Oliver Naesen (BEL)    | 16e               |
| 46                | Boris Vallée (BEL)     | 85e               |
| 47                | Dennis Vanendert (BEL) | 70e               |
| 48                | Jelle Vanendert (BEL)  | 4e                |
| 49                |                        |                   |
| 50                |                        |                   |

| Tinkoff-Saxo TCS | Tinkoff-Saxo TCS      | Tinkoff-Saxo TCS |
| ---------------- | --------------------- | ---------------- |
| Num              | Coureur               | Pos              |
| 51               | Edward Beltrán (COL)  | 87e              |
| 52               | Matti Breschel (DEN)  | 36e              |
| 53               | Jay McCarthy (AUS)    | 32e              |
| 54               | Karsten Kroon (NED)   | 55e              |
| 55               |                       |                  |
| 56               | Michael Mørkøv (DEN)  | HD               |
| 57               | Rory Sutherland (AUS) | 5e               |
| 58               | Ivan Rovny (RUS)      | 29e              |
| 59               |                       |                  |
| 60               |                       |                  |

| Trek Factory Racing TFR | Trek Factory Racing TFR     | Trek Factory Racing TFR |
| ----------------------- | --------------------------- | ----------------------- |
| Num                     | Coureur                     | Pos                     |
| 61                      | Clément Chevrier (FRA)      | 66e                     |
| 62                      | Stijn Devolder (BEL)        | 59e                     |
| 63                      | Laurent Didier (LUX)        | 25e                     |
| 64                      | Alex Kirsch (LUX)           | 83e                     |
| 65                      | Fabio Silvestre (POR)       | HD                      |
| 66                      | Fränk Schleck (LUX) (Route) | 8e                      |
| 67                      |                             |                         |
| 68                      | Boy van Poppel (NED)        | AB                      |
| 69                      |                             |                         |
| 70                      | Calvin Watson (AUS)         | 47e                     |

| Bretagne-Séché Environnement BSE | Bretagne-Séché Environnement BSE | Bretagne-Séché Environnement BSE |
| -------------------------------- | -------------------------------- | -------------------------------- |
| Num                              | Coureur                          | Pos                              |
| 71                               | Pierre-Luc Périchon (FRA)        | 78e                              |
| 72                               | Axel Journiaux (FRA)             | AB                               |
| 73                               | Romain Feillu (FRA)              | AB                               |
| 74                               | Armindo Fonseca (FRA)            | 49e                              |
| 75                               | Benoît Jarrier (FRA)             | AB                               |
| 76                               | Christophe Laborie (FRA)         | 80e                              |
| 77                               | Benjamin Le Montagner (FRA)      | AB                               |
| 78                               | Florian Vachon (FRA)             | 11e                              |
| 79                               | Franck Bonnamour (FRA)           | 18e                              |
| 80                               | Clément Koretzky (FRA)           | AB                               |

| Cofidis COF | Cofidis COF              | Cofidis COF |
| ----------- | ------------------------ | ----------- |
| Num         | Coureur                  | Pos         |
| 81          | Edwig Cammaerts (BEL)    | AB          |
| 82          | Nicolas Edet (FRA)       | 72e         |
| 83          | Christophe Laporte (FRA) | AB          |
| 84          | Cyril Lemoine (FRA)      | 77e         |
| 85          | Rudy Molard (FRA)        | 76e         |
| 86          | Julien Simon (FRA)       | 7e          |
| 87          | Rein Taaramäe (EST)      | 73e         |
| 88          | Loïc Chetout (FRA)       | HD          |
| 89          | Romain Lemarchand (FRA)  | 27e         |
| 90          | Dylan Kowalski (FRA)     | AB          |

| Topsport Vlaanderen-Baloise TSV | Topsport Vlaanderen-Baloise TSV | Topsport Vlaanderen-Baloise TSV |
| ------------------------------- | ------------------------------- | ------------------------------- |
| Num                             | Coureur                         | Pos                             |
| 91                              | Pieter Jacobs (BEL)             | 60e                             |
| 92                              | Edward Theuns (BEL)             | 43e                             |
| 93                              | Victor Campenaerts (BEL)        | 26e                             |
| 94                              | Jasper De Buyst (BEL)           | 46e                             |
| 95                              | Pieter Vanspeybrouck (BEL)      | AB                              |
| 96                              | Gijs Van Hoecke (BEL)           | 28e                             |
| 97                              | Jelle Wallays (BEL)             | 41e                             |
| 98                              | Yves Lampaert (BEL)             | 12e                             |
| 99                              | Zico Waeytens (BEL)             | 58e                             |
| 100                             | Jonas Rickaert (BEL)            | 68e                             |

| Wanty-Groupe Gobert WGG | Wanty-Groupe Gobert WGG   | Wanty-Groupe Gobert WGG |
| ----------------------- | ------------------------- | ----------------------- |
| Num                     | Coureur                   | Pos                     |
| 101                     | Thomas Degand (BEL)       | AB                      |
| 102                     | Francis De Greef (BEL)    | 31e                     |
| 103                     | Tim De Troyer (BEL)       | AB                      |
| 104                     | Laurens De Vreese (BEL)   | 71e                     |
| 105                     | Jempy Drucker (LUX)       | 51e                     |
| 106                     | James Vanlandschoot (BEL) | NP                      |
| 107                     | Björn Leukemans (BEL)     | 15e                     |
| 108                     | Nico Sijmens (BEL)        | AB                      |
| 109                     | Kévin Van Melsen (BEL)    | 50e                     |
| 110                     | Frederik Veuchelen (BEL)  | AB                      |

| Color Code-Biowanze CCB | Color Code-Biowanze CCB | Color Code-Biowanze CCB |
| ----------------------- | ----------------------- | ----------------------- |
| Num                     | Coureur                 | Pos                     |
| 111                     | Rémy Mertz (BEL)        | 90e                     |
| 112                     | Jérôme Kerf (BEL)       | AB                      |
| 113                     | Florent Delfosse (BEL)  | 44e                     |
| 114                     | Antoine Warnier (BEL)   | 34e                     |
| 115                     | Thomas Wertz (BEL)      | 39e                     |
| 116                     | Gaëtan Pons (BEL)       | 56e                     |
| 117                     | Julien Kaise (BEL)      | AB                      |
| 118                     | Ludwig De Winter (BEL)  | AB                      |
| 119                     | Tom Galle (BEL)         | AB                      |
| 120                     | Thomas Deruette (BEL)   | HD                      |

| Etixx ETI | Etixx ETI | Etixx ETI |
| --------- | --------- | --------- |
| Num       | Coureur   | Pos       |
| 121       |           |           |
| 122       |           |           |
| 123       |           |           |
| 124       |           |           |
| 125       |           |           |
| 126       |           |           |
| 127       |           |           |
| 128       |           |           |
| 129       |           |           |
| 130       |           |           |

| Roubaix Lille Métropole RLM | Roubaix Lille Métropole RLM | Roubaix Lille Métropole RLM |
| --------------------------- | --------------------------- | --------------------------- |
| Num                         | Coureur                     | Pos                         |
| 131                         | Julien Duval (FRA)          | AB                          |
| 132                         | Quentin Jauregui (FRA)      | 62e                         |
| 133                         | Rudy Kowalski (FRA)         | AB                          |
| 134                         | Jean-Lou Paiani (FRA)       | 86e                         |
| 135                         | Baptiste Planckaert (BEL)   | AB                          |
| 136                         | Jimmy Turgis (FRA)          | 21e                         |
| 137                         | Maxime Vantomme (BEL)       | AB                          |
| 138                         | Franck Vermeulen (FRA)      | AB                          |
| 139                         |                             |                             |
| 140                         |                             |                             |

| T.Palm-Pôle Continental Wallon PCW | T.Palm-Pôle Continental Wallon PCW | T.Palm-Pôle Continental Wallon PCW |
| ---------------------------------- | ---------------------------------- | ---------------------------------- |
| Num                                | Coureur                            | Pos                                |
| 141                                | Andrew Ydens (BEL)                 | 93e                                |
| 142                                | Jonathan Baratto (BEL)             | AB                                 |
| 143                                | Sébastien Carabin (BEL)            | 33e                                |
| 144                                | Julien Dechesne (BEL)              | AB                                 |
| 145                                | Guillaume Haag (BEL)               | HD                                 |
| 146                                | Rudy Rouet (BEL)                   | AB                                 |
| 147                                | Alexandre Seny (BEL)               | HD                                 |
| 148                                | Glenn Van De Maele (BEL)           | HD                                 |
| 149                                | Maxime Vekeman (BEL)               | HD                                 |
| 150                                | Tom Vessey (NZL)                   | 98e                                |

| Veranclassic-Doltcini VER | Veranclassic-Doltcini VER       | Veranclassic-Doltcini VER |
| ------------------------- | ------------------------------- | ------------------------- |
| Num                       | Coureur                         | Pos                       |
| 151                       | Alessandro Soenens (BEL)        | AB                        |
| 152                       | Francesco Van Coppernolle (BEL) | HD                        |
| 153                       | Serge Dewortelaer (BEL)         | 74e                       |
| 154                       | Darijus Džervus (LTU)           | AB                        |
| 155                       | Tom Goovaerts (BEL)             | 75e                       |
| 156                       | Wouter Mol (NED)                | AB                        |
| 157                       | Rick Ottema (NED)               | 96e                       |
| 158                       | Bob Schoonbroodt (NED)          | 42e                       |
| 159                       | Frederik Vandewiele (BEL)       | AB                        |
| 160                       | Hamish Schreurs (NZL)           | HD                        |

| Verandas Willems WIL | Verandas Willems WIL        | Verandas Willems WIL |
| -------------------- | --------------------------- | -------------------- |
| Num                  | Coureur                     | Pos                  |
| 161                  | Gaëtan Bille (BEL)          | 10e                  |
| 162                  | Olivier Pardini (BEL)       | 30e                  |
| 163                  | Jean-Albert Carnevali (BEL) | 94e                  |
| 164                  | Emiel Wastyn (BEL)          | HD                   |
| 165                  | Willem Wauters (BEL)        | 57e                  |
| 166                  | Jérémy Burton (BEL)         | NP                   |
| 167                  | Louis Convens (BEL)         | 99e                  |
| 168                  | Nicolas Mertz (BEL)         | AB                   |
| 169                  | Sten Van Gucht (BEL)        | 52e                  |
| 170                  |                             |                      |

| Wallonie-Bruxelles WBC | Wallonie-Bruxelles WBC   | Wallonie-Bruxelles WBC |
| ---------------------- | ------------------------ | ---------------------- |
| Num                    | Coureur                  | Pos                    |
| 171                    | Maxime Anciaux (BEL)     | AB                     |
| 172                    | Quentin Bertholet (BEL)  | AB                     |
| 173                    | Jonathan Dufrasne (BEL)  | 38e                    |
| 174                    | Sébastien Delfosse (BEL) | 89e                    |
| 175                    | Antoine Demoitié (BEL)   | 88e                    |
| 176                    | Tom Dernies (BEL)        | 40e                    |
| 177                    | Boris Dron (BEL)         | 23e                    |
| 178                    | Laurent Évrard (BEL)     | 54e                    |
| 179                    | Loïc Pestiaux (BEL)      | AB                     |
| 180                    | Julien Stassen (BEL)     | 48e                    |

| Équipe nationale de Belgique espoirs BNT | Équipe nationale de Belgique espoirs BNT | Équipe nationale de Belgique espoirs BNT |
| ---------------------------------------- | ---------------------------------------- | ---------------------------------------- |
| Num                                      | Coureur                                  | Pos                                      |
| 181                                      | Dieter Bouvry (BEL)                      | 81e                                      |
| 182                                      | Benjamin Declercq (BEL)                  | 22e                                      |
| 183                                      | Aimé De Gendt (BEL)                      | 91e                                      |
| 184                                      | Floris De Tier (BEL)                     | 20e                                      |
| 185                                      | Frederik Frison (BEL)                    | NP                                       |
| 186                                      | Dries Van Gestel (BEL)                   | 84e                                      |
| 187                                      | Jef Van Meirhaeghe (BEL)                 | HD                                       |
| 188                                      | Joachim Vanreyten (BEL)                  | 92e                                      |
| 189                                      | Kenneth Van Rooy (BEL)                   | 45e                                      |
| 190                                      |                                          |                                          |